# Mr Jones
Mr Jones (* 13. April 1971 in Mallersdorf; bürgerlich Jürgen Bichlmeier) ist ein deutscher Singer/Songwriter, Gitarrist und Mundharmonikaspieler.

## Leben
Nachdem Mr Jones bereits in jungen Jahren drei Jahre klassische Gitarrenausbildung genossen hatte, kam er während seiner Ausbildung mit der Musik des jungen Bob Dylan, Woody Guthrie und dem texanischen Singer/Songwriter Townes Van Zandt in Berührung.
1995/96 folgten die ersten Auftritte, zunächst solo, dann mit seinem Freund, dem Multiinstrumentalisten Robert Hasleder als Mr Jones & friend. Im Herbst 1995 lernte er in Erlangen backstage im E-Werk Townes Van Zandt kennen. Für die Veröffentlichung seines Debüt-Solo-Albums Sunrise 1997 gründete er das Label dollar bill records und reiste von da an jeden Herbst für ca. 4 Wochen in die USA. Er lernte dort all seine Vorbilder persönlich kennen, trat als Support Act für sie auf oder stand gemeinsam mit ihnen auf der Bühne. Live Radio Shows in den USA, eigene Auftritte in Nashville und Houston sowie beim Kerrville Folkfestival Ballad Tree folgten.
Wenn seine Freunde aus den USA in Europa tourten, begleitete er sie auch da und es folgte neben diesen Touren (vor allem mit Eric Taylor) u. a. die erste eigene Tour durch Schottland, auf der er dann auch mit Dick Gaughan, seinem wohl wichtigsten Vorbild aus der keltischen Musik zusammentraf.
Durch ein Treffen beim Kerrville Folk Festival in Texas kam es zu einer ausgedehnten Passage von Tom Gruning in seinem Buch „Millennium Folk - American Folk Music since the Sixties“ über Mr Jones und seine Musik.
Nach zahlreichen weiteren Touren durch Europa dauerte es bis 2011, ehe Mr Jones wieder ein Tonstudio aufsuchte. Auf I thought I was already there huldigt er mit Cover-Versionen seinen Songwriting-Heroen, ein Projekt, das Robert Hasleder und er seit Jahren geplant hatten und zeitlich nie umsetzen konnten. Stefan Woldach lobt in der Akustik Gitarre 3/2012: „Sein Gesang ist Südstaatengefärbt, sein Spiel - ergänzt um Mandoline und Akkordeon - auf diversen Martin-, Collings- und Gibson-Gitarren ist routiniert im amerikanischen Duktus vorgetragen und überzeugt stets mit schönem, warmen Klangbild - eine runde Produktion, die zeigt, dass man mit kleinem Budget eine überzeugende Aufnahme einfangen kann; wenn die Performance stimmt wie hier, ist das richtig gut.“
In seinem Buch Ich bin der neue Hilmar und trauriger als Townes thematisiert Martin Wimmer des Öfteren Mr Jones und seine Leistungen für den Brückenschlag zwischen Bayern und Texas, u. a. mit den Worten: „Und vor allem Mr Jones aus Pfarrkirchen (ich nenne ihn Jownes), der völlig unbeobachtet von der deutschen Öffentlichkeit 1999 und 2002 mit Back Home Again und Waitin’ For Me sowie dem Nachzügler I thought I was already there (2011) ein paar Jahre später drei CDs mit der allerbesten Texas Music überhaupt produzierte.“
Durch beruflich bedingte Auszeiten kam es zu einer ca. 5-jährigen Auftrittspause. Ab 2017 war Mr Jones wieder live präsent und veröffentlichte 2019 ein neues Album. Von Herbst 2019 an war Mr Jones der Leader von Mr Jones & Heavy Load Band, einer Band, die den Schwerpunkt etwas mehr auf Country-Musik legte. Seit Sommer 2020 ist nach Auflösung der Heavy Load Band das Projekt Mr Jones Band am Start, bei dem der Schwerpunkt auf Klassikern aus dem Folk-Rock- und Americana-Umfeld liegt.
Martin Wimmer bezeichnet Mr Jones in seinem Buch A Haven For Songs: Connecting The Dots About Americana Music als „the Godfather of Texas songwriting in Germany“ und als „ambassador of American acoustic music in Europe“.
Am 7. März 2024 hätte Townes Van Zandt seinen 80. Geburtstag gefeiert. Grund genug für Mr Jones zusammen mit anderen Künstlern die Konzertreihe „To Live's To Fly - Lieder und Geschichten von, über und für Townes Van Zandt zum 80. Geburtstag“ ins Leben zu rufen und Konzerte über das ganze Bundesgebiet verteilt zu spielen. In Vorbereitung der Kooperation mit Markus Rill und Robert Hasleder ist die CD „To Live Is To Fly - Remembering Townes Van Zandt“ entstanden, die 11 Songs von Townes und „The Late Great TVZ“ von Markus Rill enthält, das die drei Protagonisten gemeinsam singen.

## Diskographie
- 1997: autumn tour 1997
- 1997: Sunrise
- 1999: Back Home Again
- 2002: Waitin' For Me
- 2004: old songs and a couple of drinks - 1995-2004
- 2011: I thought I was already there
- 2017: live in Pfarrkirchen 2017
- 2019: the basement files
- 2022: parts & pieces 2017-2022
- 2024: To Live Is To Fly - Remembering Townes Van Zandt (zusammen mit Markus Rill und Robert Hasleder)